# Angels Landing

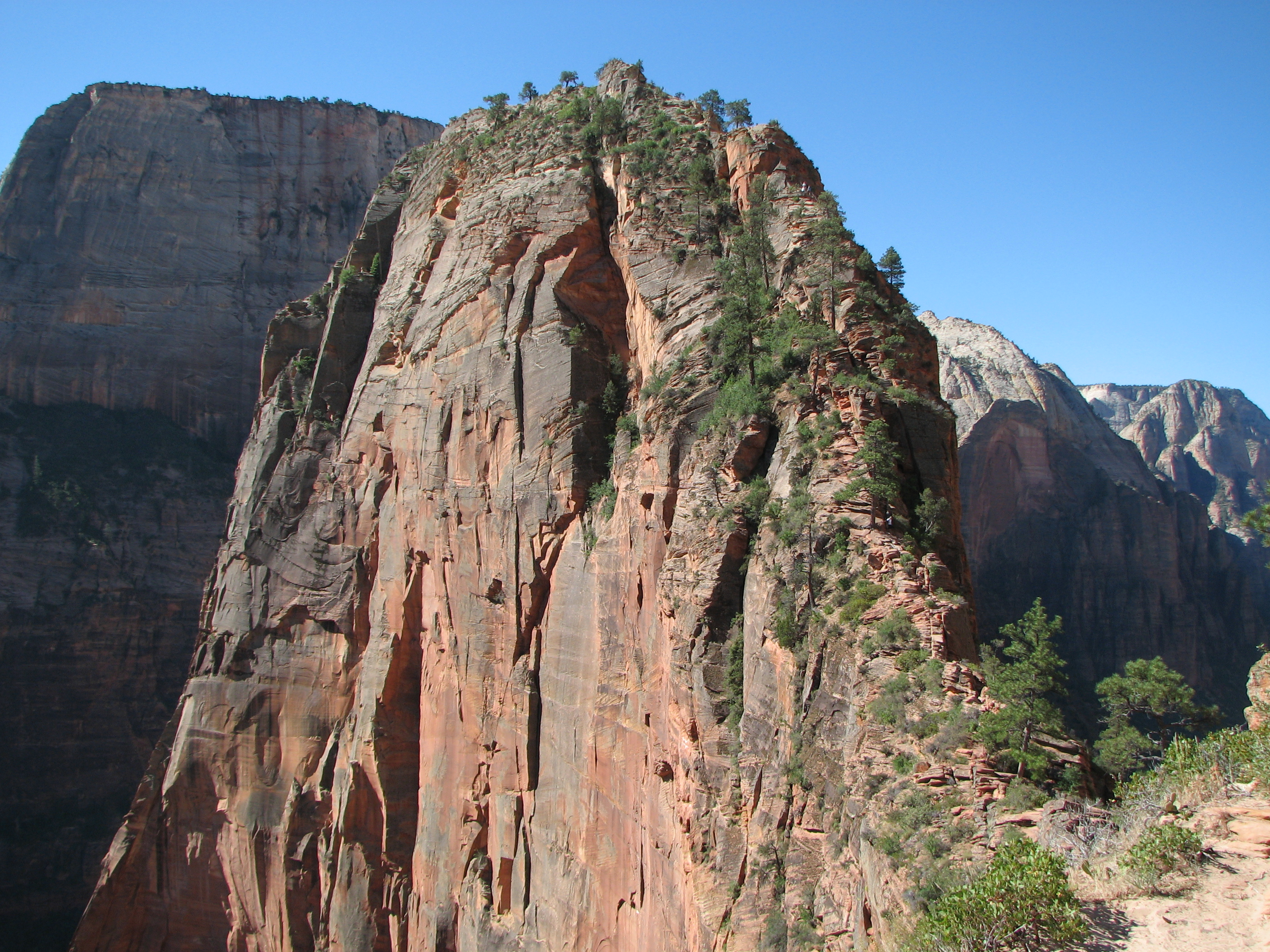
Widok na Angels Landing od strony przełęczy Scout Lookout

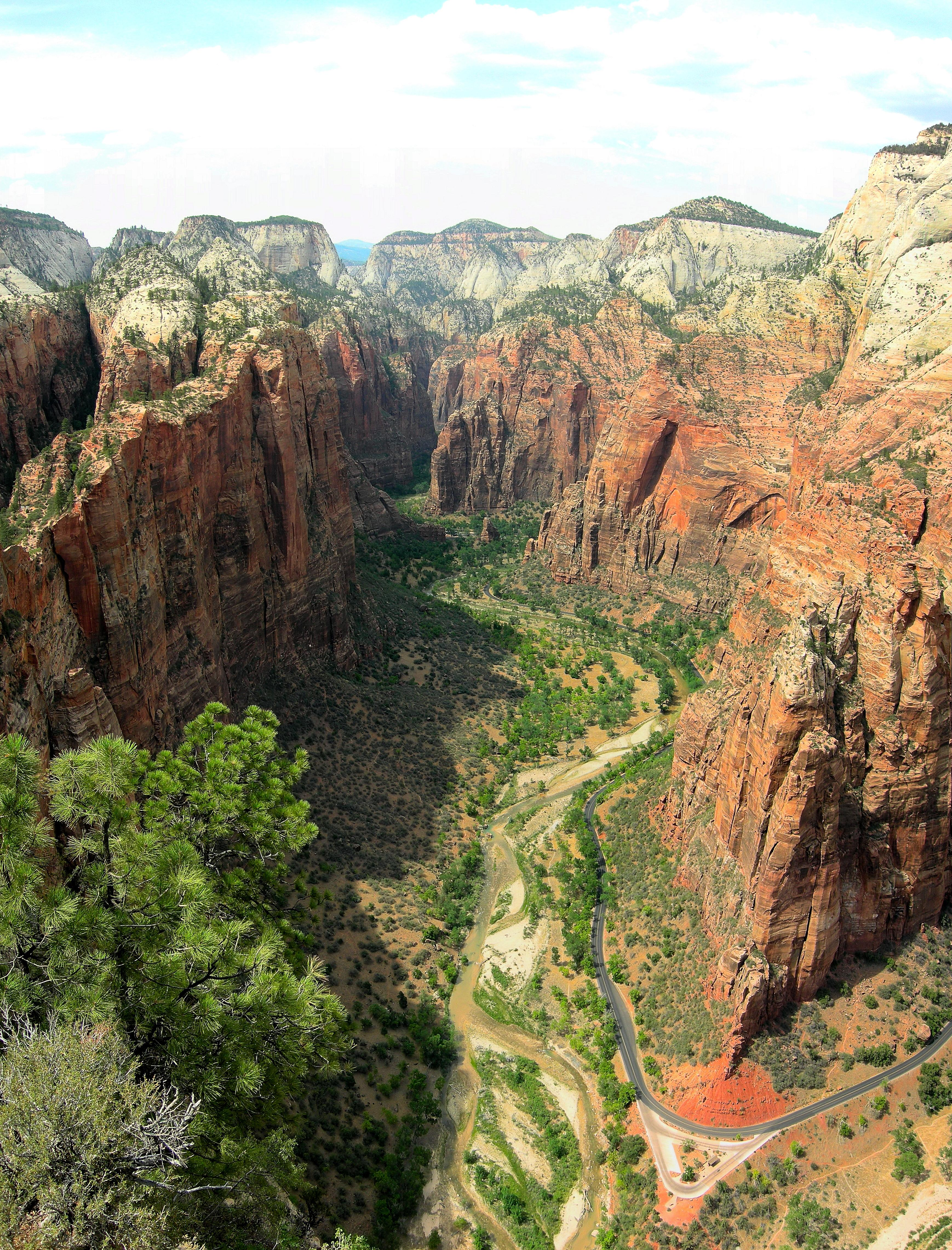
Widok z wierzchołka Angels Landing na północ

Angels Landing – formacja skalna znajdująca się w parku narodowym Zion w stanie Utah w Stanach Zjednoczonych. Pochodzenie nazwy, którą można przetłumaczyć na język polski jako Podest aniołów, obrosło legendą. Według niej pochodzi ona z 1916 roku, gdy pastor Frederick Fisher zobaczył monolit po raz pierwszy i wykrzyknął „Tylko anioł mógłby na nim wylądować”.

## Szlak turystyczny na Angels Landing
Z doliny na wierzchołek Angels Landing znajdujący się na wysokości 1765 m n.p.m. prowadzi szlak pieszy o długości około 2,5 km i różnicy poziomów około 450 metrów. Ze względu na niezwykłe widoki jakie można podziwiać na jego całej długości, powszechnie uważany jest on za jeden z najpiękniejszych szlaków pieszych w całych Stanach Zjednoczonych i jest niezwykle popularny, szczególnie w sezonie letnim. Pokonanie całego odcinka tam i z powrotem zajmuje przeciętnie od 3 do 4 godzin. Znaczne części szlaku zostały wykute w litej skale w 1926 roku.
Szlak bierze swój początek w dolinie przy przystanku autobusowym Grotto Trailhead. Natychmiast prowadzi mostem na drugi brzeg rzeki Virgin i zakręca w prawo na północ wznosząc się stopniowo do zacienionego i chłodnego Refrigerator Canyon. Stamtąd seria krótkich i stromych zakosów nazywana Walters Wiggles prowadzi na przełęcz znaną jako Scout Lookout. Odcinek ten choć stosunkowo stromy nie jest trudny technicznie, gdyż nawierzchnia szlaku jest utwardzona.
Na przełęczy szlak rozdziela się. Dalej na północ prowadzi szlak West Rim Trail, zaś szlak na wierzchołek Angels Landing zawraca na południe. Wiedzie dalej przepaścistą granią i w wielu miejscach ubezpieczony jest przy pomocy łańcuchów. Trudność tego odcinka oceniana jest na 3 w amerykańskiej skali trudności dróg skalnych, co oznacza, że wymaga wspinaczki z użyciem rąk. Ścieżka miejscami ma zaledwie kilkadziesiąt centymetrów szerokości z kilkusetmetrowymi przepaściami po obu stronach. W historii parku zanotowano tu co najmniej 5 wypadków śmiertelnych spowodowanych upadkiem w przepaść. Mimo że wierzchołek znajduje się poniżej krawędzi kanionu, z wierzchołka w każdym kierunku rozciąga się piękny widok.
Na wierzchołek wytyczono również kilka dróg wspinaczkowych o stopniu trudności od 5.8 do 5.11.